# Claudia Riegler (narciarka)
Claudia Alice Riegler (ur. 16 lipca 1976 w Ebenau) – nowozelandzka narciarka alpejska pochodzenia austriackiego.

## Kariera
Riegler nigdy nie reprezentowała Austrii; od początku swoich startów w reprezentowała Nową Zelandię, z której pochodzi jej matka. Po raz pierwszy na arenie międzynarodowej pojawiła się w 1995 roku, startując na mistrzostwach świata juniorów w Voss, gdzie nie ukończyła slalomu.
W zawodach Pucharu Świata zadebiutowała 30 grudnia 1994 roku w Meribel, gdzie nie ukończyła pierwszego przejazdu w gigancie. Pierwsze punkty wywalczyła 26 lutego 1995 roku w Mariborze, gdzie zajęła jedenaste miejsce w slalomie. Na podium zawodów tego cyklu pierwszy raz stanęła 7 stycznia 1996 roku w tej samej miejscowości, kończąc rywalizację w slalomie na trzeciej pozycji. W zawodach tych wyprzedziły ją jedynie Kristina Andersson ze Szwecji i Austriaczka Elfi Eder. W kolejnych startach jeszcze siedem razy stawała na podium, za każdym razem w slalomie: 28 stycznia 1996 roku w St. Gervais, 23 listopada 1996 roku w Park City i 21 grudnia 1996 roku w Crans-Montana wygrywała, 29 grudnia 1996 roku w Semmering była trzecia, 2 lutego 1997 roku w Laax ponownie była najlepsza, a 23 listopada 1997 roku w Park City i 22 grudnia 2002 roku w Lenzerheide zajmowała trzecie miejsce. W sezonie 1996/1997 zajęła 13. miejsce w klasyfikacji generalnej, a w klasyfikacji slalomu była druga.
Wystartowała na igrzyskach olimpijskich w Lillehammer w 1994 roku, gdzie nie ukończyła slalomu. Podczas rozgrywanych cztery lata później igrzysk w Nagano ponownie nie ukończyła rywalizacji w slalomie. Brała również udział w igrzyskach olimpijskich w Salt Lake City w 2002 roku, zajmując jedenaste miejsce w slalomie. Była też między innymi czwarta w swojej koronnej konkurencji na mistrzostwach świata w Sierra Nevada w 1996 roku. W zawodach tych walkę o podium przegrała z Uršką Hrovat ze Słowenii o 0,09 sekundy.
W 2003 roku zakończyła karierę

## Osiągnięcia

### Igrzyska olimpijskie
| Miejsce | Dzień     | Rok  | Miejscowość    | Konkurencja | Czas biegu | Strata | Zwyciężczyni    |
| ------- | --------- | ---- | -------------- | ----------- | ---------- | ------ | --------------- |
| DNF1    | 19 lutego | 1998 | Nagano         | Slalom      | 1:32,40    | -      | Hilde Gerg      |
| 11.     | 20 lutego | 2002 | Salt Lake City | Slalom      | 1:46,10    | +5,09  | Janica Kostelić |

### Mistrzostwa świata
| Miejsce | Dzień     | Rok  | Miejscowość       | Konkurencja | Czas biegu | Strata | Zwyciężczyni       |
| ------- | --------- | ---- | ----------------- | ----------- | ---------- | ------ | ------------------ |
| 11.     | 24 lutego | 1996 | Sierra Nevada     | Slalom      | 1:31,46    | +2,20  | Pernilla Wiberg    |
| DNF2    | 5 lutego  | 1997 | Sestriere         | Slalom      | 1:43,88    | -      | Deborah Compagnoni |
| DNF2    | 13 lutego | 1999 | Vail/Beaver Creek | Slalom      | 1:33,97    | -      | Zali Steggall      |
| DNF2    | 7 lutego  | 2001 | Sankt Anton       | Slalom      | 1:32,95    | -      | Anja Pärson        |
| DNS1    | 9 lutego  | 2001 | Sankt Anton       | Gigant      | 2:19,01    | -      | Sonja Nef          |
| 16.     | 15 lutego | 2003 | Sankt Moritz      | Slalom      | 1:39,55    | +2,54  | Janica Kostelić    |

### Mistrzostwa świata juniorów
| Miejsce | Dzień    | Rok  | Miejscowość | Konkurencja | Czas biegu | Strata | Zwyciężczyni   |
| ------- | -------- | ---- | ----------- | ----------- | ---------- | ------ | -------------- |
| DNF2    | 18 marca | 1995 | Voss        | Slalom      | 1:22,12    | -      | Marlies Oester |

### Puchar Świata

#### Miejsca w klasyfikacji generalnej
- sezon 1994/1995: 76.
- sezon 1995/1996: 29.
- sezon 1996/1997: 13.
- sezon 1997/1998: 49.
- sezon 1998/1999: 56.
- sezon 1999/2000: 44.
- sezon 2000/2001: 52.
- sezon 2001/2002: 95.
- sezon 2002/2003: 58.

#### Miejsca na podium
1. Maribor – 7 stycznia 1996 (slalom) – 3. miejsce
2. St. Gervais – 28 stycznia 1996 (slalom) – 1. miejsce
3. Park City – 23 listopada 1996 (slalom) – 1. miejsce
4. Crans-Montana – 21 grudnia 1996 (slalom) – 1. miejsce
5. Semmering – 29 grudnia 1996 (slalom) – 3. miejsce
6. Laax – 2 lutego 1997 (slalom) – 1. miejsce
7. Park City – 23 listopada 1997 (slalom) – 3. miejsce
8. Lenzerheide – 22 grudnia 2002 (slalom) – 3. miejsce